# Okres Chełmno
Okres Chełmno (polsky Powiat chełmiński) je okres v polském Kujavsko-pomořském vojvodství. Rozlohu má 527,62 km² a v roce 2020 zde žilo 51 657 obyvatel. Sídlem správy okresu je město Chełmno.

## Gminy
Městská:
- Chełmno

Vesnické:
- Chełmno
- Kijewo Królewskie
- Lisewo
- Papowo Biskupie
- Stolno
- Unisław

## Město
- Chełmno

## Sousední okresy
| Růžice kompasu | Świecie          | Świecie       | Grudziądz        | Růžice kompasu |
| Růžice kompasu | Bydhošť, Świecie | Sever         | Wąbrzeźno        | Růžice kompasu |
| Růžice kompasu | Bydhošť, Świecie | Okres Chełmno | Wąbrzeźno        | Růžice kompasu |
| Růžice kompasu | Bydhošť, Świecie | Jih           | Wąbrzeźno        | Růžice kompasu |
| Růžice kompasu | Bydhošť          | Toruň         | Toruň, Wąbrzeźno | Růžice kompasu |